# Iglesia de San José (Pelarco)
La iglesia de San José es un templo católico ubicado en Pelarco, Región del Maule, Chile. Construida en el siglo xix, fue declarada monumento nacional de Chile, en la categoría de monumento histórico, mediante el Decreto Exento n.º 157, del 6 de marzo de 2002.

## Historia
Para consolidar la evangelización en la zona, el obispado de Santiago, a través del obispo Manuel de Alday y Aspée dictó el auto de erección de la iglesia el 17 de diciembre de 1787, para la construcción en terrenos cedidos por Antonio Ovalle. Las obras terminaron el año 1794. En el siglo xix se añadió una torre construida en adobe, y en 1848 se cambiaron todas las tejas de arcilla de la techumbre.
Esta primera iglesia fue trasladada de ubicación en 1855 en terrenos donados por José Santos Besoaín, en donde se comenzó a construir el templo definitivo, gracias a dineros proporcionados por el gobierno.
El terremoto de 1928 destruyó la torre, que fue reemplazada por otra de tabiques de madera revestida en planchas de zinc. El terremoto de 1985 agrietó y separó diversos muros, y el terremoto de 2010 provocó diversos daños, como la inclinación de la torre.

## Descripción
De estilo neorrománico, está construida en albañilería de ladrillo, y destacan los arcos, las columnas interiores, y los muros contrafuertes.